# Гарчистан

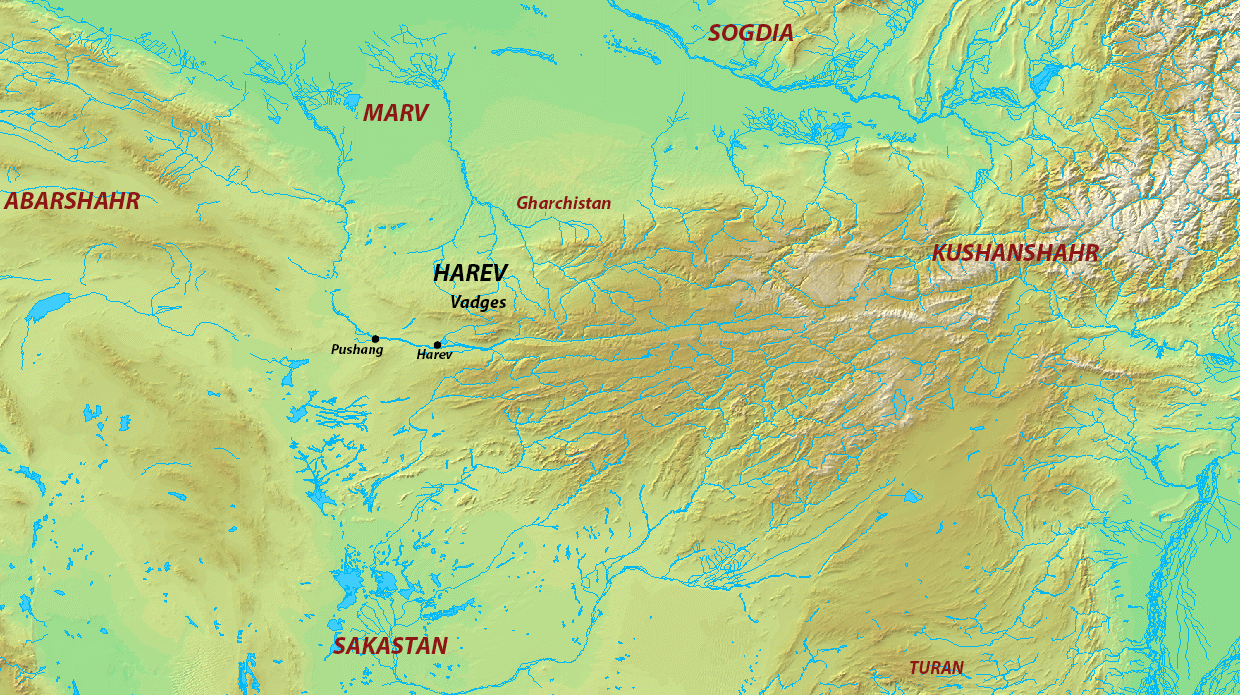
Гарчистан (Gharchistan) на карте восточных областей Сасанидского Ирана.

Гарчистан (Гарджистан, Гаршистан, Гуристан, перс. غرجستان‎) — историческая горная область на территории современного Афганистана, граничащая на западе с областью Герат, на востоке — с Гор, на севере — с Мерверудом, а на юге — с областью Газни и Гор. Примерно соответствует современной провинции Бадгис.

## История
Гарчистан вплоть до эпохи Газневидов сумел отстоять свою независимость и правила здесь местная династия, упоминаемая в истории под названием «Шар», «Гардж аш-шар» (перс. غرج‌الشار‎). Область была подчинена Махмудом Газневи только в 1030 году, в последний год его жизни. Махмуд низложил местных владетелей Гарчистана и заключил их в тюрьму, где они остались до своей смерти, но всё-таки выплатил им стоимость их личной земельной собственности, отошедшей в казну.
В 1222—1223 годы Чингисхан боролся за Гарчистан, но горцы, засевшие в хорошо укреплённых крепостях Ранг, Бандар, Балваран, Лагари, Сана-хана, Санг, Ашия и других, оказывали монголам упорное сопротивление. Чингисхан оставил в лагере, под прикрытием небольшого отряда, весь свой обоз, так как колёсного пути через горы не было. Начальник гарчистанской крепости Ашияр, эмир Мухаммед Марагани, совершил нападение на этот обоз, увёз столько телег с золотом и другим добром, сколько мог, захватил большое количество лошадей и освободил значительное число пленных. Крепость была взята монголами в начале 1223 года, после 15-месячной осады; в 1222 и 1223 годы пали и прочие крепости Гарчистана. Рашид ад-Дин сообщает о гибели в Гарчистане Тогачар нойона, одного из крупных военачальников Чингизхана.
По данным В. В. Бартольда, начальник (мехтер) горной области Гарчистан подчинялся гузганскому князю. Часть Гарчистана называлась Гарчистаном гузганским и непосредственно управлялась гузганским князем: ему принадлежал, как пограничный город Гузгана, город Талькан на месте Кала-Вели.
О внутреннем положении области при Тамерлане и Тимуридах сведения отсутствуют. При узбекской династии Шейбанидов, ещё во времена наместничества Пирмухаммед-хана (1546—1566), она относилась к Балхскому ханству. После захвата Мавераннахра Науруз Ахмед-ханом в 1551 году и бегства оттуда многих шейбанидских султанов Гарчистаном от имени балхского правителя Пирмухаммед-хана правил, до смерти Науруз Ахмед-хана в 1556 году, Абдулла-хан II.
В начале XVII века в Гарчистане развернулась борьба между последними Шейбанидами и Аштарханидами.